# Репрезентација Казахстана у хокеју на леду
Репрезентација Казахстана у хокеју на леду (каз. Қазақстан мұзды хоккей ұлттық құрамасы; рус. Сборная Казахстана по хоккею с шайбой) представља државу Казахстан на међународним такмичењима у хокеју на леду и под контролом је Федерације хокеја на леду Казахстана.
Национални савез је пуноправни члан Међународне хокејашке федерације (ИИХФ) од 6. маја 1992, а репрезентација је дебитовала на међународним такмичењима на светском првенству 1993. године. На ИИХФ рејтингу за 2021. годину налазила се на 15. месту.

## Историјат
Казахстан се придружио ИИХФ 1992. године, аплицирајући као посебан члан са шест других бивших совјетских република. Прву међународну утакмицу репрезентација је одиграла 14. априла 1992. у Санкт Петербургу против селекције Украјине, забележивши и прву историјску победу од 5:1. Свој први ИИХФ турнир одиграли су на Светском првенству 1993. године. Као нови члан морали су да играју у групи Ц, најнижем нивоу. Први пут су доспели у елитну дивизију 1998. године, а на елитном нивоу су играли дванаест пута. Најбољи пласман су остварили на Светском првенству 2021. у Летонији када су заузела 10. место.
На Олимпијским играма учествовали су два пута. Највећи успех им је осмо место освојено 1998. године, док су 2006. године освојили 9. место. Најуспешнији су тим на Азијским играма, са четити златне и две сребрне медаље.
Највише наступа и највише поена остварио је Александар Корешков, који је одиграо 78 меча за репрезентацију и постигао укупно 83 поена.

## Резултати

### Олимпијске игре
- 1994. – Нису се квалификовали
- 1998. – 8. место
- 2002. – Нису се квалификовали
- 2006. – 9. место
- 2010. – Нису се квалификовали
- 2014. – Нису се квалификовали
- 2018. – Нису се квалификовали
- 2022. – Нису се квалификовали
- 2026. − Нису се квалификовали

### Светско првенство
| - 1993. – 23. место (3. место, Група Ц) - 1994. – 24. место (4. место, Група Ц) - 1995. – 22. место (2. место, Група Ц) - 1996. – 21. место (1. место, Група Ц) - 1997. – 14. место (2. место, Група Б) - 1998. – 16. место - 1999. – 19. место (3. место, Група Б) - 2000. – 18. место (2. место, Група Б) - 2001. – 21. место (3. место, Дивизија I, Група Б) - 2002. – 21. место (3. место, Дивизија I, Група А) - 2003. – 17. место (1. место, Дивизија I, Група А) - 2004. – 13. место - 2005. – 12. место - 2006. – 15. место - 2007. – 21. место (3. место, Дивизија I, Група А) - 2008. – 20. место (2. место, Дивизија I, Група А) - 2009. – 17. место (1. место, Дивизија I, Група А) | - 2010. – 16. место - 2011. – 17. место (1. место, Дивизија I, Група А) - 2012. – 16. место - 2013. – 17. место (1. место, Дивизија I, Група А) - 2014. – 16. место - 2015. – 17. место (1. место, Дивизија I, Група А) - 2016. – 16. место - 2017. – 19. место (3. место, Дивизија I, Група А) - 2018. – 19. место (3. место, Дивизија I, Група А) - 2019. – 17. место (1. место, Дивизија I, Група А) - 2020. − Отказано због Пандемије ковида 19 - 2021. – 10. место - 2022. – 14. место - 2023. – 11. место - 2024. – 12. место - 2025. – 15. место |

### Азијске игре
- 1996. – 1. место
- 1999. – 1. место
- 2003. – 2. место
- 2007. – 2. место
- 2011. – 1. место
- 2017. – 1. место